# Província de Kostanai
La província de Kostanai (kazakh: Қостанай облысы) és una província del Kazakhstan, amb la capital homònima Kostanai. Està ubicada al nord del país, limitant al nord-oest i nord amb Rússia, a l'est amb el Kazakhstan Septentrional i la província d'Akmolà, al sud-est amb la de Kharagandí i a l'oest amb la d'Aktobé. Té una important minoria russa.
La població de la regió és de 900.300, i la població de la ciutat de Kostanai és de 207.000 que equival al 23% de la regió.

## Divisió administrativa
Es divideix en 16 districtes:
- Altinsarin
- Amankeldi
- Auliekol
- Denisov
- Fiodorov
- Kamisti
- Karabalik
- Karassu
- Kostanai
- Mendikara
- Nauirzim
- Sarikol
- Taran
- Uzinkol
- Jangueldi
- Jitikara

## Demografia
| Gràfica d'evolució de Província de Kostanai entre 1970 i 2020 |
|                                                               |

Grups ètnics (2020):
- Russos: 40.97%
- Kazakhs: 40.76%
- Ucraïnesos: 8.22%
- Alemanys: 3.11%
- Tàtars: 1.82%
- Altres: 5.11%